# Лима
Лима (шп. Lima) је главни и највећи град Перуа. Налази се у долини река Чиљон, Римак и Лурин, изнад пацифичке обале у средишњем делу државе. Заједно са суседним градом Каљао, чини јединствену метрополитску целину. Са популацијом од скоро девет милиона становника, Лима је пети највећи град у Латинској Америци, иза града Мексика, Сао Паола, Буенос Ајреса и Рио де Жанеира.
Град је основао шпански конкистадор Франсиско Пизаро 18. јануара 1535. Тада се град звао ла Сијудад де лос рејас (шп. la Ciudad de los Reyes), односно Град краљева. Убрзо је постао главни и најважнији град Перуанског Вицекраљевства. Након Рата за независност, Лима је постала престолница новоосноване републике. Данас је она дом за готово једну трећину перуанског становништва које живи у њеној метрополитској области.
Лима је један од највећих финансијских седишта Латинске Америке. Организација за међународно рангирање GaWC је сврстала град у Бета категорији. У Лими се налази седиште надбискупије и Универзитета Сан Маркос, основаног 1551. године који је уједно и најстарији универзитет на континенту, који непрекидно ради од свог оснивања.

## Географија
Лима се налази на реци Римак на западу Перуа, између Пацифичког океана и планина Анди, које представљају природну границу града ка истоку. Град се налази у сушној приморској регији Перуа, на просечно око 30 m надморске висине.
Шира област града (Municipalidad Metropolitana de Lima) има површину од 2.672,28 km². Од тога само 825,88 km² (31%) отпада на сам град, а 1.846,4 km² (69%) на предграђа и остале површине. Регион Велика Лима има 43 дистрикта Лиме и 6 дистрикта града Каљао (укупно 2.819,26 km²).
Река Римак има изузетан значај за град Лиму. Она даје 100% воде за потребе града, а служи и за производњу електричне енергије.

### Клима
Клима Лиме (као и већине обалских насеља Перуа) постаје озбиљно поремећена током Ел Нињо наступа. Просечна температура обалске воде је обично око 17–19 °C, а у току Ел Ниња постаје знатно виша (нпр. 1998. године вода је достигла 26 °C (79 °F)). Температура ваздуха расте сходно томе.
| Клима Лиме (Међународни аеродром Хорхе Чавез) 1961–1990, екстреми 1960–садашњост | Клима Лиме (Међународни аеродром Хорхе Чавез) 1961–1990, екстреми 1960–садашњост | Клима Лиме (Међународни аеродром Хорхе Чавез) 1961–1990, екстреми 1960–садашњост | Клима Лиме (Међународни аеродром Хорхе Чавез) 1961–1990, екстреми 1960–садашњост | Клима Лиме (Међународни аеродром Хорхе Чавез) 1961–1990, екстреми 1960–садашњост | Клима Лиме (Међународни аеродром Хорхе Чавез) 1961–1990, екстреми 1960–садашњост | Клима Лиме (Међународни аеродром Хорхе Чавез) 1961–1990, екстреми 1960–садашњост | Клима Лиме (Међународни аеродром Хорхе Чавез) 1961–1990, екстреми 1960–садашњост | Клима Лиме (Међународни аеродром Хорхе Чавез) 1961–1990, екстреми 1960–садашњост | Клима Лиме (Међународни аеродром Хорхе Чавез) 1961–1990, екстреми 1960–садашњост | Клима Лиме (Међународни аеродром Хорхе Чавез) 1961–1990, екстреми 1960–садашњост | Клима Лиме (Међународни аеродром Хорхе Чавез) 1961–1990, екстреми 1960–садашњост | Клима Лиме (Међународни аеродром Хорхе Чавез) 1961–1990, екстреми 1960–садашњост | Клима Лиме (Међународни аеродром Хорхе Чавез) 1961–1990, екстреми 1960–садашњост |
| Показатељ \ Месец                                                                | .Јан.                                                                            | .Феб.                                                                            | .Мар.                                                                            | .Апр.                                                                            | .Мај.                                                                            | .Јун.                                                                            | .Јул.                                                                            | .Авг.                                                                            | .Сеп.                                                                            | .Окт.                                                                            | .Нов.                                                                            | .Дец.                                                                            | .Год.                                                                            |
| -------------------------------------------------------------------------------- | -------------------------------------------------------------------------------- | -------------------------------------------------------------------------------- | -------------------------------------------------------------------------------- | -------------------------------------------------------------------------------- | -------------------------------------------------------------------------------- | -------------------------------------------------------------------------------- | -------------------------------------------------------------------------------- | -------------------------------------------------------------------------------- | -------------------------------------------------------------------------------- | -------------------------------------------------------------------------------- | -------------------------------------------------------------------------------- | -------------------------------------------------------------------------------- | -------------------------------------------------------------------------------- |
| Апсолутни максимум, °C (°F)                                                      | 32,7 (90,9)                                                                      | 32,5 (90,5)                                                                      | 33,4 (92,1)                                                                      | 31,6 (88,9)                                                                      | 30,3 (86,5)                                                                      | 30,0 (86)                                                                        | 28,3 (82,9)                                                                      | 29,0 (84,2)                                                                      | 28,0 (82,4)                                                                      | 25,2 (77,4)                                                                      | 29,0 (84,2)                                                                      | 30,4 (86,7)                                                                      | 33,4 (92,1)                                                                      |
| Максимум, °C (°F)                                                                | 26,1 (79)                                                                        | 26,8 (80,2)                                                                      | 26,3 (79,3)                                                                      | 24,5 (76,1)                                                                      | 22,0 (71,6)                                                                      | 20,1 (68,2)                                                                      | 19,1 (66,4)                                                                      | 18,8 (65,8)                                                                      | 19,1 (66,4)                                                                      | 20,3 (68,5)                                                                      | 22,1 (71,8)                                                                      | 24,4 (75,9)                                                                      | 22,5 (72,5)                                                                      |
| Просек, °C (°F)                                                                  | 22,1 (71,8)                                                                      | 22,7 (72,9)                                                                      | 22,2 (72)                                                                        | 20,6 (69,1)                                                                      | 18,8 (65,8)                                                                      | 17,5 (63,5)                                                                      | 16,7 (62,1)                                                                      | 16,2 (61,2)                                                                      | 16,4 (61,5)                                                                      | 17,3 (63,1)                                                                      | 18,7 (65,7)                                                                      | 20,7 (69,3)                                                                      | 19,2 (66,6)                                                                      |
| Минимум, °C (°F)                                                                 | 19,4 (66,9)                                                                      | 19,8 (67,6)                                                                      | 19,5 (67,1)                                                                      | 17,9 (64,2)                                                                      | 16,4 (61,5)                                                                      | 15,6 (60,1)                                                                      | 15,2 (59,4)                                                                      | 14,9 (58,8)                                                                      | 14,9 (58,8)                                                                      | 15,5 (59,9)                                                                      | 16,6 (61,9)                                                                      | 18,2 (64,8)                                                                      | 17,2 (63)                                                                        |
| Апсолутни минимум, °C (°F)                                                       | 12,0 (53,6)                                                                      | 15,0 (59)                                                                        | 11,0 (51,8)                                                                      | 10,0 (50)                                                                        | 8,0 (46,4)                                                                       | 10,0 (50)                                                                        | 8,9 (48)                                                                         | 10,0 (50)                                                                        | 12,5 (54,5)                                                                      | 11,0 (51,8)                                                                      | 11,1 (52)                                                                        | 13,9 (57)                                                                        | 8,0 (46,4)                                                                       |
| Количина падавина, mm (in)                                                       | 0,8 (0,031)                                                                      | 0,4 (0,016)                                                                      | 0,4 (0,016)                                                                      | 0,1 (0,004)                                                                      | 0,3 (0,012)                                                                      | 0,7 (0,028)                                                                      | 1,0 (0,039)                                                                      | 1,5 (0,059)                                                                      | 0,7 (0,028)                                                                      | 0,2 (0,008)                                                                      | 0,1 (0,004)                                                                      | 0,2 (0,008)                                                                      | 6,4 (0,252)                                                                      |
| Дани са падавинама (≥ 0.1 mm)                                                    | 0,7                                                                              | 0,7                                                                              | 0,7                                                                              | 0,3                                                                              | 1,1                                                                              | 2,3                                                                              | 3,0                                                                              | 4,1                                                                              | 3,1                                                                              | 1,2                                                                              | 0,4                                                                              | 0,5                                                                              | 18,2                                                                             |
| Релативна влажност, %                                                            | 81,6                                                                             | 82,1                                                                             | 82,7                                                                             | 85,0                                                                             | 85,1                                                                             | 85,1                                                                             | 84,8                                                                             | 84,8                                                                             | 85,5                                                                             | 83,5                                                                             | 82,1                                                                             | 81,5                                                                             | 82,8                                                                             |
| Сунчани сати — месечни просек                                                    | 179,1                                                                            | 169,0                                                                            | 139,2                                                                            | 184,0                                                                            | 116,4                                                                            | 50,6                                                                             | 28,6                                                                             | 32,3                                                                             | 37,3                                                                             | 65,3                                                                             | 89,0                                                                             | 139,2                                                                            | 1.230                                                                            |
| Извор #1: , (рекордне високе и ниске вредности)                                  |                                                                                  |                                                                                  |                                                                                  |                                                                                  |                                                                                  |                                                                                  |                                                                                  |                                                                                  |                                                                                  |                                                                                  |                                                                                  |                                                                                  |                                                                                  |
| Извор #2: Мадридски универзитет Комплутенсе (сунчаност и влажност)               |                                                                                  |                                                                                  |                                                                                  |                                                                                  |                                                                                  |                                                                                  |                                                                                  |                                                                                  |                                                                                  |                                                                                  |                                                                                  |                                                                                  |                                                                                  |

## Становништво
| 2007.     |
| --------- |
| 7.605.742 |

## Култура
Стари део град Лима је 1991. стављен на УНЕСКО-ву листу заштићене културне баштине.
Катедрала у Лими је изграђена између 1535. и 1625, а 1746. делом рестаурирана. У њој је гроб оснивача Лиме, Франсиска Пизара. Катедрала и оближњи Манастир светог Франциска, се сматрају најуспелијим архитектонским комплексом у Латинској Америци.
Сјај живота богатих из доба Вицекраљевства Перу симболизују старе палате у граду: Алијага, Гојонече, палата Торе Тагле.
На ушћу реке Римак се налазе остаци великог светилишта културе Пачакамак. Светилиште је посвећено истоименој богињи. Храм Пукљана у четврти Мирафлорес, потиче из 400. године наше ере, и био је важан административни центар културе Лима.
Туристичка атракција је главни градски „Трг од оружја“ (Plaza de Armas), на коме су градска већница, председничка палата из 1938, и цркве из 16. и 17. века Мерсед и Сан Педро.
Процесија којом се слави заштитница Лиме, света Роза од Лиме (1586—1617), одржава се 30. августа.

## Међународни односи

### Збратимљени градови
Лима је збратимљена са:
| - Арекипа, Перу - Куско, Перу - Пиура, Перу - Трујило, Перу - Лос Анђелес, Сједињене Државе - Остин, Сједињене Државе, од 1981 - Кливленд, Сједињене Државе - Мајами, Сједињене Државе - Стамфорд, Сједињене Државе - Оруро, Боливија - Дака, Бангладеш | - Бордо, Француска. од 1957 - Пекинг, Кина, од новембра 1983 - Каракас, Венецуела - Манила, Филипини - Мадрид, Шпанија - Мексико сити, Мексико - Сао Пауло, Бразил - Тегусигалпа, Хондурас - Акхисар, Турска - Карачобан, Турска | - Буенос Ајрес, Аргентина - Гвадалахара, Мексико - Богота, Колумбија - Каиро, Шпанија - Кардиф, Велс, Уједињено Краљевство - Пескара, Италија - Кијев, Украјина - Бразилија, Бразил |

## Партнерски градови
- Мајами
- Акхисар
- Кливленд
- Пескара
- Сан Хосе
- Бордо
- Пекинг
- Трухиљо
- Тегусигалпа
- Сао Пауло
- Манила
- Буенос Ајрес
- Мексико Сити
- Мадрид
- Остин
- Санто Доминго
- Бразилија

## Галерија
- Манастир Розе од Лиме
- Трг од оружја у Лими
- Палата Торе Тагле
- Модерна четврт Сан Исидро
- Плажа Мирафлорес
- Председничка палата